# Vrbaïta
La vrbaïta és un mineral de la classe dels sulfurs. Rep el seu nom de Karl Vrba (1845-1922), professor de mineralogia de la Universitat Carolina de Praga, a la República Txeca.

## Característiques
La vrbaïta és una sulfosal de fórmula química Tl₄Hg₃Sb₂As₈S20. Cristal·litza en el sistema ortoròmbic. La seva duresa a l'escala de Mohs és 3,5.
Segons la classificació de Nickel-Strunz, la vrbaïta pertany a «02.HF: Sulfosals de l'arquetip SnS, amb SnS i unitats d'estructura de l'arquetip PbS» juntament amb els següents minerals: cilindrita, franckeïta, incaïta, levyclaudita, potosiïta, coiraïta, abramovita i lengenbachita.

## Formació i jaciments
Va ser descoberta l'any 1912 al dipòsit d'Àlxar, a Roszdan, a Macedònia del Nord. També ha estat trobada al complex intrusiu d'Ilímaussaq (Grenlàndia), a la mina Yunosawa (prefectura d'Aomori, Japó), al mont Beshtau (Piatigorsk, Rússia) i a la prospecció de tal·li de Lookout Pass (Utah, Estats Units).